# Kamil Ibraguímov
Kamil Anvárovich Ibraguímov –en ruso, Камиль Анварович Ибрагимов – (Moscú, 13 de agosto de 1993) es un deportista ruso que compite en esgrima, especialista en la modalidad de sable.
Ganó cinco medallas en el Campeonato Mundial de Esgrima entre los años 2013 y 2018, y siete medallas en el Campeonato Europeo de Esgrima entre los años 2014 y 2019.
Participó en los Juegos Olímpicos de Tokio 2020, ocupando el sexto lugar en la prueba individual y el séptimo por equipos.

## Palmarés internacional
| Campeonato Mundial | Campeonato Mundial      | Campeonato Mundial | Campeonato Mundial |
| Año                | Lugar                   | Medalla            | Prueba             |
| ------------------ | ----------------------- | ------------------ | ------------------ |
| 2013               | Budapest (Hungría)      | Medalla de oro     | Sable por equipos  |
| 2015               | Moscú (Rusia)           | Medalla de plata   | Sable por equipos  |
| 2016               | Río de Janeiro (Brasil) | Medalla de oro     | Sable por equipos  |
| 2017               | Leipzig (Alemania)      | Medalla de bronce  | Sable individual   |
| 2018               | Wuxi (China)            | Medalla de bronce  | Sable individual   |
| Campeonato Europeo |                         |                    |                    |
| Año                | Lugar                   | Medalla            | Prueba             |
| 2014               | Estrasburgo (Francia)   | Medalla de plata   | Sable por equipos  |
| 2014               | Estrasburgo (Francia)   | Medalla de bronce  | Sable individual   |
| 2016               | Toruń (Polonia)         | Medalla de oro     | Sable por equipos  |
| 2016               | Toruń (Polonia)         | Medalla de bronce  | Sable individual   |
| 2017               | Tiflis (Georgia)        | Medalla de oro     | Sable por equipos  |
| 2018               | Novi Sad (Serbia)       | Medalla de plata   | Sable individual   |
| 2019               | Düsseldorf (Alemania)   | Medalla de plata   | Sable individual   |